# ألامانس (كارولاينا الشمالية)
ألامانس (بالإنجليزية: Alamance, North Carolina)‏ هي قرية تقع في الولايات المتحدة في مقاطعة ألامانس، كارولاينا الشمالية. يقدر عدد سكانها بـ 951 نسمة ومساحتها 1.97 كم2 وترتفع عن سطح البحر 171 متر.

## التركيبة السكانية
حدّد مكتب تعداد الولايات المتحدة بيانات التركيبة السكانية لألامانس في تعداد الولايات المتحدة. في ما يلي، التركيبة السكانية حسب تعدادي 2000 و2010.

### تعداد عام 2000
بلغ عدد سكان ألامانس 310 نسمة بحسب تعداد عام 2000، وبلغ عدد الأسر 148 أسرة وعدد العائلات 92 عائلة مقيمة في القرية. في حين سجلت الكثافة السكانية 149.8 نسمة لكل كيلومتر مربع (388.0/ميل2). وبلغ عدد الوحدات السكنية 161 وحدة بمتوسط كثافة قدره 77.8 لكل كيلومتر مربع (201.5/ميل2).
وتوزع التركيب العرقي للقرية بنسبة 97.10% من البيض و1.29% من الأمريكيين الأفارقة و0.65% من الأمريكيين الأصليين و0.32% من الأمريكيين ذوي الأصول الآسيوية و0.65% من عرقين مختلطين أو أكثر و0.32% من الهسبانيون أو اللاتينيون من أي عرق.
بلغ عدد الأسر 148 أسرة كانت نسبة 23% منها لديها أطفال تحت سن الثامنة عشر تعيش معهم، وبلغت نسبة الأزواج القاطنين مع بعضهم البعض 43.9% من أصل المجموع الكلي للأسر، ونسبة 10.8% من الأسر كان لديها معيلات من الإناث دون وجود شريك، بينما كانت نسبة 7.4% من الأسر لديها معيلون من الذكور دون وجود شريكة وكانت نسبة 37.8% من غير العائلات. تألفت نسبة 35.1% من أصل جميع الأسر من عدة أفراد يعيشون في نفس المنزل ونسبة 20.3% كانت تتألف من شخص يعيش بمفرده يبلغ من العمر 65 عاماً أو أكثر. وبلغ متوسط حجم الأسرة المعيشية 2.09، أما متوسط حجم العائلات فبلغ 2.65.
بلغ العمر الوسطي للسكان 42.6 عاماً. وكانت نسبة 17.7% من القاطنين تحت سن الثامنة عشر، وكانت نسبة 6.1% بين الثامنة عشر والرابعة والعشرين عاماً، ونسبة 30.6% كانت واقعةً في الفئة العمرية ما بين الخامسة والعشرين والرابعة والأربعين عاماً، ونسبة 20.6% كانت ما بين الخامسة والأربعين والرابعة والستين، ونسبة 24.8% كانت ضمن فئة الخامسة والستين عاماً فما فوق. يوجد لكل 100 أنثى 87.9 ذكر، ويوجد لكل 100 أنثى في الثامنة عشر من عمرها فما فوق 87.5 ذكر.
بلغ متوسط دخل الأسرة في القرية 34,583 دولارًا، أما متوسط دخل العائلة فبلغ 52,500 دولارًا. وكان متوسط دخل الذكور 41,875 دولارًا مقابل 26,786 دولارًا للإناث. وسجل دخل الفرد الخاص بالقرية 19,989 دولارًا. وكانت نسبة 6.7% من العائلات ونسبة 6.4% من السكان تحت خط الفقر، وكان من هؤلاء نسبة 2.9% تحت سن الثامنة عشر ونسبة 9.9% في الخامسة والستين من العمر وما فوق.

### تعداد عام 2010
بلغ عدد سكان ألامانس 951 نسمة بحسب تعداد عام 2010، وبلغ عدد الأسر 365 أسرة وعدد العائلات 291 عائلة مقيمة في القرية. في حين سجلت الكثافة السكانية 459.4 نسمة لكل كيلومتر مربع (1,189.8/ميل2). وبلغ عدد الوحدات السكنية 401 وحدة بمتوسط كثافة قدره 193.7 لكل كيلومتر مربع (501.7/ميل2).
وتوزع التركيب العرقي للقرية بنسبة 94.85% من البيض و2.94% من الأمريكيين الأفارقة و0.21% من الأمريكيين الأصليين و1.05% من الأمريكيين ذوي الأصول الآسيوية و0.53% من الأعراق الأخرى و0.42% من عرقين مختلطين أو أكثر و1.26% من الهسبانيون أو اللاتينيون من أي عرق.
بلغ عدد الأسر 365 أسرة كانت نسبة 37.5% منها لديها أطفال تحت سن الثامنة عشر تعيش معهم، وبلغت نسبة الأزواج القاطنين مع بعضهم البعض 70.7% من أصل المجموع الكلي للأسر، ونسبة 7.7% من الأسر كان لديها معيلات من الإناث دون وجود شريك، بينما كانت نسبة 1.4% من الأسر لديها معيلون من الذكور دون وجود شريكة وكانت نسبة 20.3% من غير العائلات. تألفت نسبة 17.3% من أصل جميع الأسر من عدة أفراد يعيشون في نفس المنزل ونسبة 8.2% كانت تتألف من شخص يعيش بمفرده يبلغ من العمر 65 عاماً أو أكثر. وبلغ متوسط حجم الأسرة المعيشية 2.61، أما متوسط حجم العائلات فبلغ 2.94.
بلغ العمر الوسطي للسكان 40.2 عاماً. وكانت نسبة 24.2% من القاطنين تحت سن الثامنة عشر، وكانت نسبة 5.6% بين الثامنة عشر والرابعة والعشرين عاماً، ونسبة 29.7% كانت واقعةً في الفئة العمرية ما بين الخامسة والعشرين والرابعة والأربعين عاماً، ونسبة 28.1% كانت ما بين الخامسة والأربعين والرابعة والستين، ونسبة 12.5% كانت ضمن فئة الخامسة والستين عاماً فما فوق. وتوزع التركيب الجنسي للسكان بنسبة 48.9% ذكور و51.1% إناث.